# Marszałki (województwo wielkopolskie)
Marszałki – wieś w Polsce położona w województwie wielkopolskim, w powiecie ostrzeszowskim, w gminie Grabów nad Prosną.
W latach 1975–1998 miejscowość administracyjnie należała do województwa kaliskiego.
W centralnej części Marszałek znajduje się Dom Pomocy Społecznej, w którym mieszkają osoby starsze z różnych miejsc Polski. Na obszarze DPS-u znajduje się niedawno założony „ogród różany” służący spędzaniu wolnego czasu przez mieszkańców. Obok Domu Pomocy Społecznej znajduje się kościół pod wezwaniem Chrystusa Króla. Budynki DPS-u, kościoła oraz plebanii są pozostałością po majątku zbudowanym przez hrabinę von Bismarck-Bohlen, która to założyła w Marszałkach sierociniec. Dom zakonny pw. św. Franciszka Salezego erygowano w 1931 r., powstał w dawnym majątku hrabiny Bismarck-Bohlen. W roku 1936 salezjanie utworzyli kaplicę, która powstała z zaadaptowanego budynku starej owczarni. W latach 1931–1939 mieścił się w Marszałkach Studentat Filozoficzny. W czasie okupacji majątek i wszystkie zabudowania były w posiadaniu Niemców. W listopadzie 1945 r., z inicjatywy Kuratorium Szkolnego, otwarto Uniwersytet Ludowy, a później w dawnym studentacie filozoficznym zorganizowano Niższe Seminarium Duchowne. W roku 1950 abp Walenty Dymek erygował parafię pw. Chrystusa Króla, wydzielając ją z parafii Doruchów. W lipcu 1950 r. upaństwowiono gospodarstwo zakładowe, a w dwa lata później w pomieszczeniach Niższego Seminarium Duchownego otwarto państwowy Dom Opieki dla dorosłych. Salezjanie prowadzą obecnie wyłącznie duszpasterstwo parafialne.
W latach 1923–1929 ks. kapelan Józef Mamica z Poznania prowadził tu ewangelicki dom sierot wojskowych.

## Urodzeni w Marszałkach
- Włodzimierz Kowalski – polski wojskowy, podpułkownik piechoty Wojska Polskiego, działacz niepodległościowy, kawaler Orderu Virtuti Militari, uczestnik I wojny światowej, powstania wielkopolskiego, wojny polsko-bolszewickiej i II wojny światowej[4].